# Mike Scheper
Mike Scheper amerikai amerikaifutball-játékos és -edző, 2022-től a CFL-beli Edmonton Elks csapatkoordinátora.

## Játékosként
A La Cañada Flintridge-i St. Francis Középiskolába járt, majd 1998–1999-ben a Willamette Bearcats, 2000 és 2002 között pedig a Utah State Aggies játékosa volt. 2002-ben szerzett diplomát.

## Edzőként
2003 és 2005 között a St. Francis Középiskola támadóedzője volt.
2006–2007-ben a Glendale-i Közösségi Főiskola, majd 2008-ban a Fresno State Bulldogs támadóedző-helyettese volt. 2009–2010-ben a Saskatchewan Roughriders védőinek, 2011-ben a College of the Canyons cornerbackjeinek edzője volt. 2012–2013-ban a Portland State Vikings defensive endjeinek edzői pozícióját töltötte be, majd 2014-ben visszatért a CFL-be, amikor egy szezonra a Winnipeg Blue Bombers védőedzője lett.
2015-ben az Edmonton Elks támadóedzője volt; az évben a csapat megnyerte a 103. Szürke-kupát. 2016-ban a Saskatchewan Roughriders támadóedzője, 2017-ben csapat- és védőkoordinátora, 2018-ban csapatkoordinátora, 2019-ben pedig védőedzője volt.
2021–2022-ben a Minot State Beavers védőkoordinátoraként alkalmazták, majd 2022-ben visszatért az Edmonton Elkshez csapatsegédként, 2023-ban pedig előléptették csapatkoordinátorrá.

## Fordítás
- Ez a szócikk részben vagy egészben  a   Mike Scheper című angol Wikipédia-szócikk ezen változatának fordításán alapul.  Az eredeti cikk szerkesztőit annak laptörténete sorolja fel. Ez a jelzés csupán a megfogalmazás eredetét és a szerzői jogokat jelzi, nem szolgál a cikkben szereplő információk forrásmegjelöléseként.